# Алфред Шарп
Сър Алфред Шарп (на английски: Alfred Sharpe) е английски професионален ловец, колониален администратор, изследовател на Африка. Комисар и генерален консул на Британския протекторат в Централна Африка (1896 – 1907) и първи губернатор на Нясаланд (1907 – 1910).

## Произход и младост (1853 – 1883)
Роден е на 19 май 1853 година в Ланкастър, графство Ланкашър, Англия. По време на детството му семейството се премества първо в Уелс, а след това в Швейцария и Франция, тъй като баща му е железопътен инженер и участва в железопътното строителство в тези страни. След завършване на Haileybury and Imperial Service College, Шарп се обучава в частна фирма за адвокати и още на 23-годишна възраст става квалифициран адвокат.

## Колониален администратор (1883 – 1910)
През 1883 г. Шарп заминава с братовчед си за Вити Леву, най-големият остров на Фиджи, за да отворят собствена захарна плантация. Тяхното плантационно предприятие се проваля в рамките на една година, тъй като нямат опит в тропичното земеделие и защото цените на захарта са ниски. През 1885 г. Шарп започва своята професионална кариера като колониален администратор на о-ви Фиджи и през 1890 заминава за британската колония Нясаленд, където няколко години работи съвместно с английския колониален деец Сесил Роудс и британския консул в Нясаленд сър Хари Джонстън. Още с пристигането си в Нясаленд Шарп е изпратен на север към богатата на мед и злато област Катанга, за която основателни претенции имат белгийците. Той успява да ликвидира голямото „бяло петно“ на картата на Африка, като изследва басейна на река Луангва (ляв приток на Замбези) и района на езерото Мверу в басейна на Конго. През следващите години Шарп продължава ловуването, изследването и колонизирането на днешните североизточни части на Замбия (тогава Северна Родезия) и територията на Малави.
През 1896 г. е назначен за британски комисар в Нясаленд, като води успешна колониална политика и сключва няколко „договора“ с местни вождове, които продават земята си на англичаните. През 1899 г. под негово ръководство е проведена голяма наказателна експедиция на северозапад от езерото Малави и окончателно е подчинена територията на вожда Мвата Казембе в Североизточна Замбия.

## Пенсиониране и последни години (1910 – 1935)
Шарп остава на поста британски комисар на Нясаленд до 1910 г., когато се пенсионира. Оттегля се в Англия и се отдава на писане на статии и изнасяне на лекции за Централна Африка.
Умира на 10 декември 1935 година в Лондон на 82-годишна възраст.